# Philodromus partitus
Philodromus partitus es una especie de araña cangrejo del género Philodromus, familia Philodromidae. Fue descrita científicamente por Lessert en 1919.

## Distribución
Esta especie se encuentra en el este de África.